# 行向量與列向量
在線性代數中，列向量（Row vector）是一個1×n的矩陣，即矩陣由一個含有{\displaystyle n}個元素的列所組成：
{\displaystyle \mathbf {x} ={\big [}x_{1},x_{2},\dots ,x_{n}{\big ]}}。
列向量的轉置是一個行向量，反之亦然。
所有的列向量的集合形成一个向量空間，它是所有行向量集合的對偶空間。

## 符號
為簡化書寫、方便排版起見，有時會以加上轉置符號T的列向量表示行向量。
{\displaystyle \mathbf {x} ={\begin{bmatrix}x_{1},x_{2},\dots ,x_{m}\end{bmatrix}}^{\rm {T}}}
為進一步化簡，習慣上會把列向量和行向量都寫成列的形式。不過列向量的元素是用空格隔開，行向量則用分號隔開。例如，假設{\displaystyle x}是一個列向量，那麼{\displaystyle x}和{\displaystyle x^{\rm {T}}}就可以如下方式表示。
{\displaystyle \mathbf {x} ={\begin{bmatrix}x_{1}\;x_{2}\;\dots \;x_{m}\end{bmatrix}}\qquad \mathbf {x} ^{\rm {T}}={\begin{bmatrix}x_{1};x_{2};\dots ;x_{m}\end{bmatrix}}}